# Anna Pavlova (série télévisée)
Pour l’article homonyme, voir Anna Pavlova.
Anna Pavlova est une série télévisée en cinq épisodes scénarisée et réalisée par Emil Loteanu et sortie en 1983, inspirée de la vie de la danseuse Anna Pavlova,,.

## Fiche technique
- Titre : Anna Pavlova
- Titre original : Анна Павлова
- Réalisation : Emil Loteanu
- Scénario : Emil Loteanu
- Photographie : Vladimir Nakhabtsev
- Direction artistique : Zhanna Melkonyan
- Costumes : Ganna Ganevskaïa
- Montage : Irina Kolotikova, Elena Galkina, Jim Connock
- Compositeur : Eugen Doga
- Son : Aleksandr Pogosyan, Stan Fiferman
- Producteur exécutif : Michael Powell
- Genre : film dramatique, film biographique
- Production : Mosfilm
- Format : 1,37:1 - 35 mm
- Pays : Royaume-Uni, Union soviétique
- Durée : 265 minutes
- Langue : russe, anglais
- Sortie :  Union soviétique : 1983

## Distribution
- Galina Beliaïeva : Anna Pavlova
- Valentina Ganibalova : Anna Pavlova dans les scènes de danse
- Lina Bouldakova : Anna Pavlova enfant
- Sergueï Chakourov : Michel Fokine
- Vsevolod Larionov : Serge de Diaghilev
- Mikhaïl Krapivine : Vaslav Nijinski
- Igor Skliar : Serge Lifar
- James Fox : baron Victor Dandré
- Svetlana Toma : mère d'Anna Pavlova
- Natalia Fateîeva : Mathilde Kschessinska
- Piotr Goussev : Marius Petipa
- Anatoli Romachine : Alexandre Benois
- Svetlana Svetlitchnaïa : Macha
- Igor Dmitriev : Léon Bakst
- Léonide Markov : général Vladimir Besobrasov
- Viktor Sergatchev : Vladimir Teliakovski
- Valeri Babiatinski : Grand Prince
- Vsevolod Safonov : Woldemar Freedricksz
- Nikolaï Krioukov : Oscar II
- Grigore Grigoriu : Mikhail Mordkin
- Roy Kinnear : jardinier
- Emil Loteanu : metteur en scène
- Georgio Dimitriou : Enrico Cecchetti
- Martin Scorsese : Giulio Gatti-Casazza
- Jacques Debary : Camille Saint-Saëns
- Tiit Härm : Aleksandr Volynine
- John Murray : Sol Hurok